# CVアーロ
CVアーロ（Club Voleibol Haro）は、スペイン・ラ・リオハ州アーロを本拠地としている女子バレーボールクラブ。アーロ・リオハ・ボレイ（Haro Rioja Voley）とも。

## 歴史
1996年に設立され、2008年に初めてスペイン女子バレーボールリーグ（1部）に昇格した。スペイン女子バレーボールリーグでは2012-13シーズンに初優勝した。スペインカップでは2012年と2013年に優勝している。スペインスーパーカップでは2012年に優勝している。
ラ・リオハ州にはCVアーロのほかに、州都ログローニョに本拠地を置くCVムリーリョがある。CVムリーリョが初めてスペインリーグに昇格したのはCVアーロの3年後の2011年だが、2013-14シーズンから2017-18シーズンまではスペインリーグで5連覇している。

## 成績
| シーズン | 部  | リーグ                   | 順位 | 備考                                             |
| -------- | --- | ------------------------ | ---- | ------------------------------------------------ |
| 2022-23  | 1部 | スーペルリーガ           | 8位  |                                                  |
| 2021-22  | 1部 | スーペルリーガ           | 6位  |                                                  |
| 2020-21  | 1部 | スーペルリーガ           | 7位  |                                                  |
| 2019-20  | 1部 | スーペルリーガ           | 中止 |                                                  |
| 2018-19  | 1部 | スーペルリーガ           | 7位  |                                                  |
| 2017-18  | 1部 | スーペルリーガ           | 6位  |                                                  |
| 2016-17  | 1部 | スーペルリーガ           | 5位  |                                                  |
| 2015-16  | 1部 | スーペルリーガ           | 3位  |                                                  |
| 2014-15  | 1部 | スーペルリーガ           | 10位 |                                                  |
| 2013-14  | 1部 | スーペルリーガ           | 6位  |                                                  |
| 2012-13  | 1部 | スーペルリーガ           | 1位  | スペインカップ優勝、スペインスーパーカップ優勝   |
| 2011-12  | 1部 | スーペルリーガ           | 2位  | スペインカップ優勝                               |
| 2010-11  | 1部 | スーペルリーガ           | 5位  |                                                  |
| 2009-10  | 1部 | スーペルリーガ           | 5位  |                                                  |
| 2008-09  | 1部 | スーペルリーガ           | 8位  |                                                  |
| 2007-08  | 2部 | スーペルリーガ2          | 1位  | スーペルリーガ昇格、コパ・デ・ラ・プリンセサ優勝 |
| 2006-07  | 2部 | リーガFEV                | 1位  | 新規に設立されたスーペルリーガ2に参入            |
| 2005-06  | 2部 | リーガFEV                |      |                                                  |
| 2004-05  | 2部 | リーガFEV                |      |                                                  |
| 2003-04  | 2部 | リーガFEV                |      |                                                  |
| 2002-03  | 3部 | プリメーラ・ディビシオン |      | リーガFEV昇格                                    |
| 2001-02  | 4部 | セグンダ・ディビシオン   |      | プリメーラ・ディビシオン昇格                     |
| 2000-01  | 4部 | セグンダ・ディビシオン   |      |                                                  |
| 1999-00  | 4部 | セグンダ・ディビシオン   |      |                                                  |

## タイトル
- スペイン女子バレーボールリーグ : 1回優勝
  - 2012-13
- スペインカップ（英語版） : 2回優勝
  - 2012, 2013
- スペインスーパーカップ : 1回優勝
  - 2012

## 歴代所属選手
- ヘリア・ゴンザレス
- マリア・シュレーゲル
- レギーナ・ブルヒアルト